# 18467 Nagatatsu
18467 Nagatatsu è un asteroide della fascia principale. Scoperto nel 1995, presenta un'orbita caratterizzata da un semiasse maggiore pari a 2,8097796 UA e da un'eccentricità di 0,1813419, inclinata di 3,34071° rispetto all'eclittica.